# Magazine For Fai
Magazine For Fai fue un programa de televisión argentino creado por Mex Urtizberea y emitido por la ex señal de cable Cablín desde 1995 a fines de 1996. El programa era producido y grabado en Buenos Aires, y comenzó a emitirse a la par de otros programas nuevos y de formato más original en la señal de Cablín.

## Historia

### Magazine For Fai (1995-1996)
Magazine For Fai fue creado en 1995, para el canal infantil Cablín por Mex Urtizberea (Idea y Dirección General) y Alvaro Urtizberea (Productor), contando en el equipo con Lucrecia Martel (Realización),  Nora Moseinco (Dirección de Actores) y Alberto Muñoz (Libro) quien, junto con Mex Urtizberea se encargaba de los guiones.

La idea giraba en torno a mostrar un universo dominado por una corporación a manos del despiadado Orwell For Fai. La característica principal de este programa eran las interpretaciones de los actores, niños de entre 6 a 15 años de edad (en su mayoría, de la escuela de teatro de Nora Moseinco) que interactuaban con Mex Urtizberea, el único adulto en el elenco, y con la improvisación como herramienta de expresión principal (con base en los guiones de Muñoz y Mex), donde la imaginación de los actores jugaba un rol muy importante. Bajo la moderación de Mario Podestá (el conductor y moderador del programa, interpretado por Mex). Los niños representaban papeles de adultos, logrando un producto atractivo tanto para chicos como para grandes.

El programa estaba ambientado con una estética de los años '50. Las secciones y personajes más recordados son: Katy (Violeta Urtizberea) y Eugenia Molovsky (Julieta Zylberberg) la secretaria y la psicóloga de la corporación, respectivamente; Mesa con Gente (sección de debate), El Gran Bellini (Martín Etcheverry interpretaba a un mentalista que nunca acertaba el objeto que sostenía Mario Podestá -Mex- en sus manos, a pesar de las constantes pistas del conductor, causando la frustración de éste), Consejo Sentimental (Sección de consultas amorosas -o no-), Tómbola For Fai (un sorteo que siempre se frustraba), Pregúntele al Fenómeno (un talk show), Permútele (Sección de canjes), Efemérides, entre otras.

De esta forma, Magazine For Fai se volvió un programa de culto entre las personas grandes quienes veían por primera vez un canal infantil, pero el programa duró 2 años en la pantalla de Cablín y desapareció a fines de 1996.

### For Fai Deportivo (1998-1999)
Luego de esto, Magazine For Fai se tomó unas vacaciones forzosas que duraron 1 año entero hasta que, en 1998, el programa volvió a aparecer pero esta vez lo hizo por la pantalla de TyC Sports con el nombre de For Fai Deportivo; si bien se relacionó más con el deporte, no perdió su esencia.

Se emitían micros de 5 minutos durante la semana y el programa entero iba los sábados a las 13:30.
Algunas secciones recordadas son el hilarante "Golazo Informativo", de la época de TyC Sports, con el análisis de Elbio Marco Capuccino, un exjugador de fútbol devenido comentarista, entre otros.

### For Fai Presidente (1999)
En 1999, el programa volvió, ahora por el canal América TV, bajo el nombre For Fai Presidente, siendo ese un año de elecciones, el programa mostró el mundo de la política demostrando que, desde un principio, era un programa anarquista y político. Pero este programa contaba con las participaciones de sus enemigos: los políticos, quienes demostraban tras duros debates que la mejor opción era votar a Orwell For Fai.

Este fue el último año del programa (su última temporada), terminando a fines de 1999, volviéndose un ícono de la talla de "De La Cabeza", "ChaChaCha" o "Todo por dos pesos".

## Actores y directores
El programa resultó ser un semillero de actores que luego, con mayor o menor suerte, siguieron su camino en la música o en la actuación. Los mayores exponentes son: 
- Julieta Zylberberg (La niña santa, Los únicos, Condicionados, Farsantes, Guapas, Psiconautas, Educando a Nina y Loco por vos)
- Violeta Urtizberea (Gasoleros, Amo de casa, Soy tu fan, Lalola, Enseñame a vivir, Graduados, Educando a Nina, Las Estrellas)
- Ezequiel Díaz (Los Susodichos)
- Martín Slipak (Resistiré, Tratame bien, Educando a Nina)
- Alfredo Benjamín Calderón (Tambores en la noche, El fabricante de fantasmas)
- Alejandro Goldberg (acordeonista del conjunto de Omar Giammarco)
- Laura Cymer -Laura Wajncymer- (PNP, Costumbres argentinas, El Capo, Enseñame a vivir, Un año para recordar, Solamente vos, Esperanza mía, Educando a Nina)
- Maida Andrenacci (Gasoleros, Floricienta, Amas de casa desesperadas, Niní)
- Julián Kartún "(El Kuelgue, La última fiesta, Por ahora, Mundillo, Cualca, Noche de Fresas, Argentina, tierra de amor y venganza)
- Martín Piroyansky (Campeones de la vida, Sofacama, Cara de queso, Amas de casa desesperadas, Socias).

Además, el programa fue dirigido en algunas ocasiones por la directora Lucrecia Martel junto a Mex Urtizberea e incluso se escribió un guion para la realización de una película.